# Dziurawy Kamień
Dziurawy Kamień – niewielka jaskinia położona w Jeleniej Górze w dzielnicy Sobieszów, na zboczu góry Chojnik, kilkanaście metrów od czarnego szlaku turystycznego prowadzącego na zamek Chojnik. Jest to najdłuższa w Karkonoszach jaskinia szczelinowa (tektoniczna), powstała w skałach granitowych.
Otwór jaskini ma 2 m wysokości. Jaskinia rozpoczyna się prostym korytarzem, z dwoma niewielkimi (40 cm) progami. Po 15 m przechodzi w czterometrowej wysokości komin, który można pokonać bez większych trudności.
Do zwiedzenia jaskini, które zajmuje około 5 minut, nie jest potrzebna latarka.